# Венијамин
Венијамин (хебр. בִּנְיָמִין) је, према Библији најмлађи од 12 Јаковљевих синова, а други (и последњи) син Рахилин. Он је био оснивач израиљског племена Венијамин. По сведочењу Старог завета, он је за разлику од Рахилиног прворођеног сина, његовог брата Јосифа, рођен у Ханану. Умро је у Египту 1443. п. н. е. у 111-ој години живота.

## Венијамин у Библији
“А ето видите очима својим, и брат мој Венијамин својим очима, да вам ја из уста говорим. 
Кажите оцу мом сву славу моју у Мисиру и шта сте год видели; похитајте и доведите овамо оца мог. 
Тада паде око врата Венијамину брату свом и плака. И Венијамин плака о врату његовом.“ (1. Мој. 45)